# Vývoj chápání schizofrenie

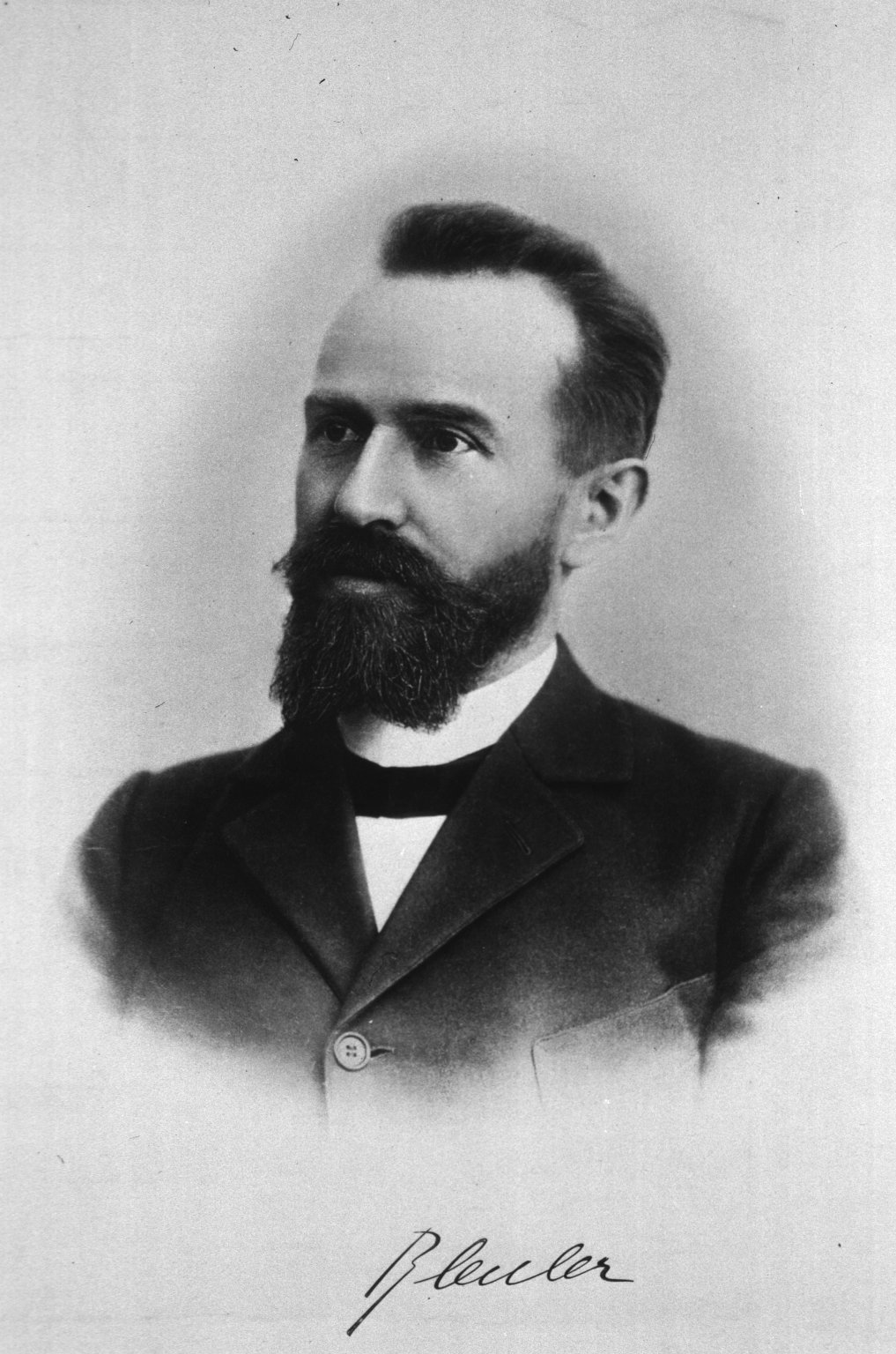
Pojem schizofrenie poprvé použil Eugen Bleuler.

Výraz „schizofrenie“—který lze přeložit přibližně jako "rozštěpení mysli" a jenž vychází z řeckého kořene „schizein“ (σχίζειν, „rozštěpit“) a „phrēn“, „phren-“ (φρήν, φρεν-, „mysl“)—použil poprvé roku 1908 Eugen Bleuler. Původně mělo toto slovo vystihnout oddělení fungování osobnosti, myšlení, paměti a vnímání. Bleuler charakterizoval hlavní symptomy pod názvem 4 A - oploštělé emoce (flattened Affect), autismus (Autism), rozvolnění souvislosti myšlenek (impaired Association of ideas) a rozpolcenost (Ambivalence). Už tehdy si uvědomil, že onemocnění není demencí, neboť stav některých z jeho pacientů se spíše zlepšoval než naopak. Proto navrhl pojem schizofrenie.

## Popis schizofrenie jako nemoci
Zdá se, že v období před 19. stoletím jsou historické záznamy o symptomech podobných schizofrenii vzácné, i když zprávy o iracionálním, nepochopitelném nebo nekontrolovatelném chování jsou běžné. Podrobná případová zpráva z roku 1797 týkající se Jamese Tillyho Matthewse a záznamy Phillipa Pinela publikované roku 1809 jsou často pokládány za nejstarší případy nemoci zveřejněné v lékařské a psychiatrické literatuře. Schizofrenii poprvé popsal v roce 1853 Bénédict Morel jako specifický syndrom postihující mládež a mladé dospělé a použil při tom výraz „démence précoce“ (doslova „předčasná demence“). Pojem dementia praecox se roku 1891 objevil i v případové studii Arnolda Picka týkající se psychotické poruchy. Roku 1893 zavedl Emil Kraepelin v klasifikaci duševních poruch nové širší rozlišení mezi dementia praecox a poruchou nálady (nazývanou manická deprese a zahrnující depresi i bipolární poruchu). Kraepelin se domníval, že „dementia praecox“ je onemocnění mozku, konkrétněji pak forma demence, odlišující se od jiných forem této nemoci (jako Alzheimerova choroba), které se obvykle objevují v pozdějších letech života.

## Názorová revoluce

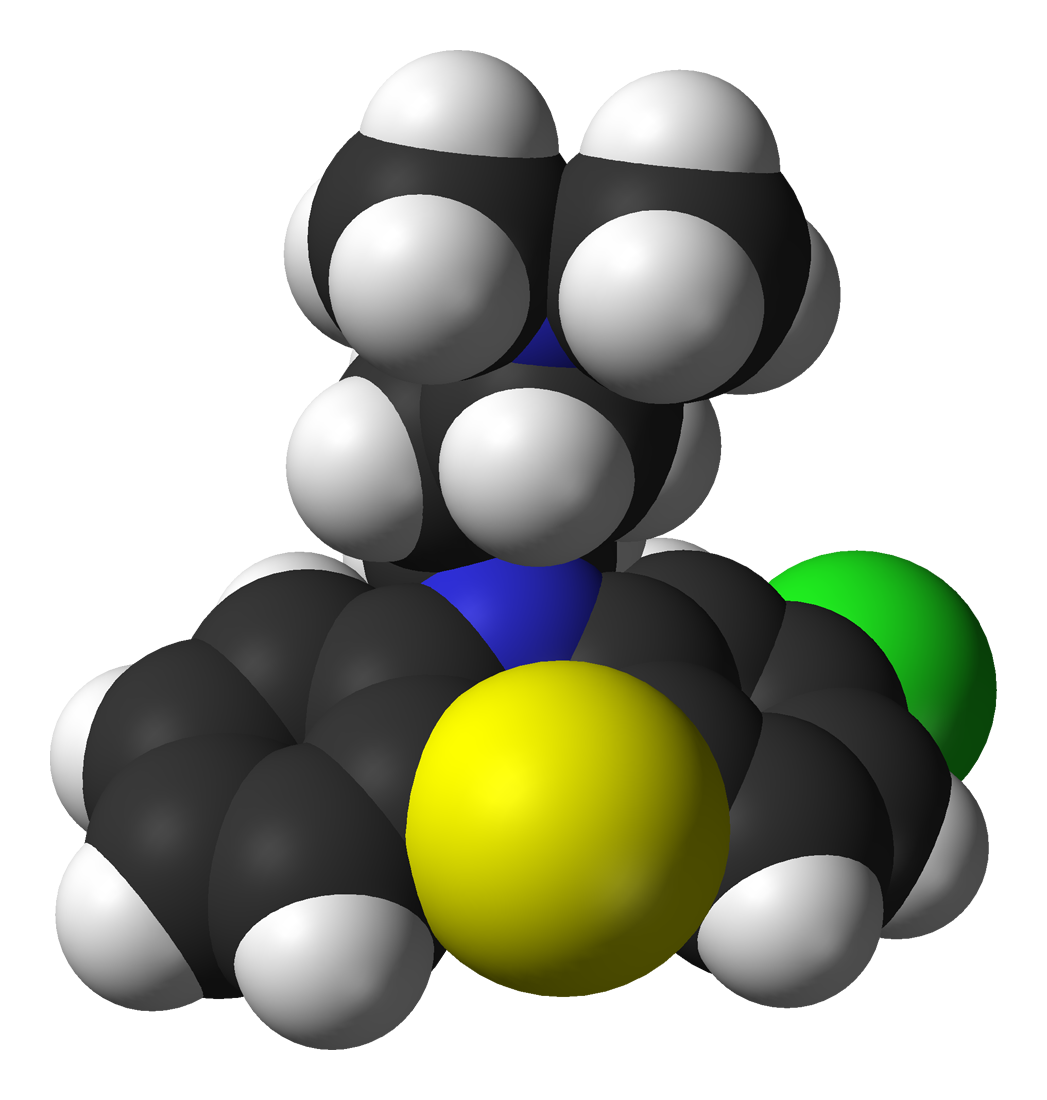
Molekula chlorpromazinu (obchodní název Thorazin), který se stal revolučním přípravkem v léčbě schizofrenie v 50. letech 20. století

V 50. letech 20. století došlo po vývoji chlorpromazinu a jeho uvedení na trh k výraznému pokroku v léčbě nemoci.
Na počátku 70. let 20. století se stala diagnostická kritéria pro stanovení schizofrenie předmětem značné kontroverze, což v důsledku vedlo ke vzniku operacionalizovaných kritérií užívaných dnes. Po provedení diagnostické studie na území USA a Spojeného království v roce 1971 se ukázalo, že schizofrenie byla v Americe diagnostikována mnohem častěji než v Evropě. Příčinou byla zčásti volnější diagnostická kritéria v USA, vycházející z manuálu DSM-II; naopak v Evropě se používal systém ICD-9. Studie Davida Rosenhana z roku 1972, publikovaná v časopise Science pod názvem „On being sane in insane places“ (Být příčetný na nepříčetných místech) došla k závěru, že diagnóza schizofrenie v USA byla často subjektivní a nespolehlivá. To se nakonec stalo jedním z faktorů, jež vedly k přepracování nejen diagnózy schizofrenie, nýbrž i k revizi celého manuálu DSM. Výsledkem bylo v roce 1980 vydání manuálu DSM-III.

## Rozpolcení osobnosti
Pojem schizofrenie je často nesprávně chápán jako slovo označující nemoc, v jejímž průběhu člověk trpí „rozpolcením osobnosti“. I když někteří nemocní, u nichž byla schizofrenie diagnostikována, mohou slyšet hlasy a vnímat je zřetelně jako samostatné osoby, schizofrenie nespočívá v tom, že by nemocný přebíral roli několika různých osobností. Toto zmatení vzniklo částečně v důsledku doslovné interpretace Bleulerova pojmu schizofrenie (Bleuler kladl původně schizofrenii do souvislosti s disociací a do kategorie schizofrenie zařadil také rozpolcenou osobnost). Na základě nepřesně stanovených kritérií uvedených v manuálu DSM-II byla často jako schizofrenie mylně diagnostikována i disociativní porucha identity („rozpolcená osobnost“). První známé mylné použití pojmu schizofrenie ve smyslu „rozpolcené osobnosti“ bylo zaznamenáno v roce 1933 v článku básníka T. S. Eliota.

## Japonsko
Roku 2002 byl výraz pro schizofrenii v Japonsku změněn z Seishin-Bunretsu-Byō 精神分裂病 (nemoc štěpící mysl) na Tōgō-shitchō-shō 統合失調症 (porucha integrace), aby se omezilo stigma, jež na pacienty nemoc vrhala. Nový název vychází z biopsychosociálního modelu; procento pacientů, kteří byli informováni o diagnóze, se tak během tří let zvýšilo z 37 % na 70 %.